# Canadees voetbalelftal in 2012
Het Canadees voetbalelftal speelde in totaal negen officiële interlands in het jaar 2012, waaronder zes duels in de kwalificatiereeks voor het WK voetbal 2014. De nationale selectie stond (sinds 7 december 2009) onder leiding van Stephen Hart. Hij stapte op na de 8-1 nederlaag tegen Honduras.

## Balans
| Wedstrijden | Wedstrijden | Wedstrijden | Wedstrijden | Doelpunten | Doelpunten | Doelpunten | Punten |
| Gespeeld    | Winst       | Gelijk      | Verlies     | Voor       | Tegen      | Saldo      | Punten |
| ----------- | ----------- | ----------- | ----------- | ---------- | ---------- | ---------- | ------ |
| 9           | 5           | 2           | 2           | 9          | 13         | –4         | 1.333  |

## Interlands
|                                                                  |                                                               |       |                  |                                                                                   |
| 28 februari Vriendschappelijk № 332 «onderlinge duels» 18:00 uur | Armenië                                                       | 3 – 1 | Canada           | Tsirion Stadion, Limassol Toeschouwers: 2.000 Scheidsrechter: Marios Panayi (CYP) |
| 28 februari Vriendschappelijk № 332 «onderlinge duels» 18:00 uur | Marcos Pizelli 22' Marcos Pizelli 66' Aras Özbiliz 90' (pen.) |       | 4' Kevin McKenna | Tsirion Stadion, Limassol Toeschouwers: 2.000 Scheidsrechter: Marios Panayi (CYP) |

|                                                             |        |       |                  |                                                                                |
| 3 juni Vriendschappelijk № 333 «onderlinge duels» 20:00 uur | Canada | 0 – 0 | Verenigde Staten | BMO Field, Toronto Toeschouwers: 15.247 Scheidsrechter: Mauricio Morales (MEX) |
| 3 juni Vriendschappelijk № 333 «onderlinge duels» 20:00 uur |        |       |                  | BMO Field, Toronto Toeschouwers: 15.247 Scheidsrechter: Mauricio Morales (MEX) |

|                                                           |      |                    |        |                                                                                           |
| 7 juni WK-kwalificatie № 334 «onderlinge duels» 16:00 uur | Cuba | 0 – 1              | Canada | Estadio Pedro Marrero, Havana Toeschouwers: 8.000 Scheidsrechter: Courtney Campbell (JAM) |
| 7 juni WK-kwalificatie № 334 «onderlinge duels» 16:00 uur |      | 54' Olivier Occéan |        | Estadio Pedro Marrero, Havana Toeschouwers: 8.000 Scheidsrechter: Courtney Campbell (JAM) |

|                                                            |        |       |          |                                                                                 |
| 12 juni WK-kwalificatie № 335 «onderlinge duels» 19:45 uur | Canada | 0 – 0 | Honduras | BMO Field, Toronto Toeschouwers: 16.132 Scheidsrechter: Enrico Wijngaarde (SUR) |
| 12 juni WK-kwalificatie № 335 «onderlinge duels» 19:45 uur |        |       |          | BMO Field, Toronto Toeschouwers: 16.132 Scheidsrechter: Enrico Wijngaarde (SUR) |

|                                                                  |                                              |       |                |                                                                                                |
| 15 augustus Vriendschappelijk № 336 «onderlinge duels» 20:00 uur | Canada                                       | 2 – 0 | Trinidad en T. | Central Broward Regional Park, Lauderhill Toeschouwers: 200 Scheidsrechter: Jair Marrufo (USA) |
| 15 augustus Vriendschappelijk № 336 «onderlinge duels» 20:00 uur | Tosaint Ricketts 58' Will Johnson 86' (pen.) |       |                | Central Broward Regional Park, Lauderhill Toeschouwers: 200 Scheidsrechter: Jair Marrufo (USA) |

|                                                                |                       |       |        |                                                                             |
| 7 september WK-kwalificatie № 337 «onderlinge duels» 19:45 uur | Canada                | 1 – 0 | Panama | BMO Field, Toronto Toeschouwers: 17.586 Scheidsrechter: Jeffrey Solis (CRC) |
| 7 september WK-kwalificatie № 337 «onderlinge duels» 19:45 uur | Dwayne De Rosario 77' |       |        | BMO Field, Toronto Toeschouwers: 17.586 Scheidsrechter: Jeffrey Solis (CRC) |

|                                                                 |                                      |       |        |                                                                                                |
| 11 september WK-kwalificatie № 338 «onderlinge duels» 20:05 uur | Panama                               | 2 – 0 | Canada | Estadio Rommel Fernández, Panama-Stad Toeschouwers: 20.000 Scheidsrechter: Elmer Bonilla (ESA) |
| 11 september WK-kwalificatie № 338 «onderlinge duels» 20:05 uur | Rolando Blackburn 24' Blas Pérez 58' |       |        | Estadio Rommel Fernández, Panama-Stad Toeschouwers: 20.000 Scheidsrechter: Elmer Bonilla (ESA) |

|                                                               |                                                       |       |      |                                                                             |
| 11 oktober WK-kwalificatie № 339 «onderlinge duels» 19:45 uur | Canada                                                | 3 – 0 | Cuba | BMO Field, Toronto Toeschouwers: 17.712 Scheidsrechter: Javier Santos (PUR) |
| 11 oktober WK-kwalificatie № 339 «onderlinge duels» 19:45 uur | Tosaint Ricketts 14' Will Johnson 73' David Edgar 79' |       |      | BMO Field, Toronto Toeschouwers: 17.712 Scheidsrechter: Javier Santos (PUR) |

|                                                               | |       |               |                                                                                              |
| 16 oktober WK-kwalificatie № 340 «onderlinge duels» 16:00 uur | Honduras | 8 – 1 | Canada        | Estadio Olimpico, San Pedro Sula Toeschouwers: 38.000 Scheidsrechter: Mauricio Morales (MEX) |
| 16 oktober WK-kwalificatie № 340 «onderlinge duels» 16:00 uur | Jerry Bengtson 7' Jerry Bengtson 16' Carlos Costly 28' Mario Martínez 32' Carlos Costly 48' Mario Martínez 59' Jerry Bengtson 82' Carlos Costly 88' |       | 76' Iain Hume | Estadio Olimpico, San Pedro Sula Toeschouwers: 38.000 Scheidsrechter: Mauricio Morales (MEX) |

## Statistieken
| Lars Hirschfeld     | 1978-10-17 | Vålerenga IF            | 7 | 0 | 0 |    |   |
| Milan Borjan        | 1987-10-23 | Sivasspor               | 2 | 2 | 0 | 9  | 0 |
| Kenny Stamatopoulos | 1979-08-28 | AIK Solna               | 0 | 1 | 0 |    |   |
| Verdediging         |            |                         |   |   |   |    |   |
| David Edgar         | 1987-05-19 | Burnley FC              | 8 | 0 | 1 | 15 | 1 |
| Kevin McKenna       | 1980-01-21 | 1. FC Köln              | 8 | 0 | 1 |    |   |
| André Hainault      | 1986-06-17 | Ross County             | 8 | 0 | 0 |    |   |
| Ante Jazić          | 1976-02-27 | CD Chivas USA           | 7 | 0 | 0 |    |   |
| Mike Klukowski      | 1981-05-27 | APOEL Nicosia           | 2 | 1 | 0 |    |   |
| Marcel de Jong      | 1986-10-15 | FC Augsburg             | 1 | 2 | 0 |    |   |
| Doneil Henry        | 1993-04-20 | Toronto FC              | 1 | 0 | 0 | 1  | 0 |
| Dejan Jaković       | 1985-07-16 | DC United               | 1 | 0 | 0 |    |   |
| Adam Straith        | 1990-09-11 | 1. FC Saarbrücken       | 1 | 0 | 0 |    |   |
| Nana Attakora-Gyan  | 1989-03-27 | FC Haka                 | 0 | 1 | 0 |    |   |
| Middenveld          |            |                         |   |   |   |    |   |
| Julian de Guzmán    | 1981-03-25 | SSV Jahn Regensburg     | 9 | 0 | 0 |    |   |
| Will Johnson        | 1987-01-21 | Real Salt Lake          | 7 | 0 | 2 |    |   |
| Nikolas Ledgerwood  | 1985-01-16 | Hammarby IF             | 6 | 2 | 0 |    |   |
| Atiba Hutchinson    | 1983-02-08 | PSV Eindhoven           | 6 | 1 | 0 |    |   |
| Dwayne De Rosario   | 1978-05-15 | DC United               | 5 | 0 | 1 |    |   |
| Patrice Bernier     | 1979-09-23 | Montreal Impact         | 2 | 1 | 0 |    |   |
| Terry Dunfield      | 1982-02-20 | Toronto FC              | 1 | 0 | 0 |    |   |
| Pedro Pacheco       | 1984-06-27 | CD Santa Clara          | 0 | 4 | 0 |    |   |
| Russell Teibert     | 1992-12-22 | Vancouver Whitecaps     | 0 | 1 | 0 |    |   |
| Jonathan Beaulieu   | 1988-09-27 | Preußen Münster         | 0 | 1 | 0 |    |   |
| Samuel Piette       | 1994-11-12 | Fortuna Düsseldorf II   | 0 | 1 | 0 |    |   |
| Aanval              |            |                         |   |   |   |    |   |
| Tosaint Ricketts    | 1987-08-06 | Vålerenga IF            | 6 | 3 | 2 | 18 | 5 |
| Simeon Jackson      | 1987-03-28 | Norwich City            | 5 | 3 | 0 |    |   |
| Olivier Occéan      | 1981-10-23 | Eintracht Frankfurt     | 5 | 0 | 1 |    |   |
| Josh Simpson        | 1983-05-15 | Young Boys Bern         | 1 | 0 | 0 |    |   |
| Iain Hume           | 1983-10-30 | Preston North End       | 0 | 5 | 1 |    |   |
| Lucas Cavallini     | 1992-12-28 | Juventud de Las Piedras | 0 | 2 | 0 |    |   |
| Marcus Haber        | 1989-01-11 | Stevenage FC            | 0 | 1 | 0 |    |   |

Canadese voetbalbond · A-internationals · Bondscoaches · Selecties · Statistieken · Canadees vrouwenelftal · Canada U21 · Canada U20 · Canada U19 · Canada U18 · Canada U17
1885 – 1949 ·
1950 – 1969 ·
1970 – 1979 ·
1980 – 1989 ·
1990 – 1999 ·
2000 – 2009 ·
2010 – 2019 ·
2020 − 2029
WK 1986
OS 1904 · 
OS 1976 · 
OS 1984
1885 · 
1886 · 
1887 · 
1888 · 
1889–1903 · 
1904 · 
1905–1923 · 
1924 · 
1925 · 
1926 · 
1927 · 
1928–1936 · 
1937 · 
1938–1956 · 
1957 · 
1958–1967 · 
1968 · 
1969–1971 · 
1972 · 
1973 · 
1974 · 
1975 · 
1976 · 
1977 · 
1978–1979 · 
1980 · 
1981 · 
1982 · 
1983 · 
1984 · 
1985 · 
1986 · 
1987 · 
1988 · 
1989 · 
1990 · 
1991 · 
1992 · 
1993 · 
1994 · 
1995 · 
1996 · 
1997 · 
1998 · 
1999 · 
2000 · 
2001 · 
2002 · 
2003 · 
2004 · 
2005 · 
2006 · 
2007 · 
2008 · 
2009 · 
2010 · 
2011 · 
2012 · 
2013 ·
2014 ·
2015 ·
2016 ·
2017 ·
2018 ·
2019 ·
2020 ·
2021 ·
2022
Amerikaanse Maagdeneilanden ·
Argentinië ·
Armenië ·
Aruba ·
Australië ·
Azerbeidzjan ·
Bahrein ·
Barbados ·
België ·
Belize ·
Bermuda ·
Brazilië ·
Bulgarije · 
Chili ·
China ·
Colombia ·
Congo-Brazzaville ·
Costa Rica ·
Cuba ·
Curaçao ·
Cyprus ·
DDR ·
Denemarken ·
Dominica ·
Duitsland ·
Ecuador ·
Egypte ·
El Salvador ·
Engeland ·
Estland ·
Faeröer · 
Finland ·
Frankrijk ·
Ghana ·
Griekenland ·
Guatemala ·
Haïti ·
Honduras ·
Hongarije ·
Hongkong ·
Ierland ·
IJsland ·
Indonesië ·
Iran ·
Italië ·
Jamaica ·
Japan ·
Joegoslavië ·
Kaaimaneilanden ·
Kameroen ·
Kroatië ·
Libië ·
Luxemburg ·
Maleisië ·
Malta ·
Marokko ·
Mauritanië ·
Mexico ·
Moldavië ·
Nederland ·
Nieuw-Zeeland ·
Nigeria ·
Noord-Ierland ·
Noord-Korea ·
Noord-Macedonië ·
Oekraïne ·
Oezbekistan ·
Oostenrijk ·
Panama ·
Paraguay ·
Peru ·
Polen ·
Portugal ·
Puerto Rico ·
Qatar ·
Saint Kitts en Nevis ·
Saint Lucia ·
Saint Vincent en de Grenadines ·
San Marino ·
Saoedi-Arabië ·
Schotland ·
Singapore ·
Slovenië ·
Sovjet-Unie ·
Spanje ·
Suriname ·
Trinidad en Tobago ·
Tsjechië ·
Tunesië ·
Turkije ·
Uruguay ·
Venezuela ·
Verenigde Staten ·
Wales ·
Wit-Rusland ·
Zuid-Afrika ·
Zuid-Korea ·
Zwitserland
België (2022)